# Jan Hemsing
Jan Marius Hemsing (Sluis, 17 augustus 1871 - Amsterdam, 16 september 1924) was een Nederlandse zanger en pianist. In de jaren 1914-1922 was hij de vaste begeleider van de cabaretier Jean-Louis Pisuisse.

## Levensloop
Jan Hemsing werkte tot zijn twintigste op een handelskantoor, maar verkoos toen een carrière als operazanger (bas). Hij vestigde zich als zanger en zangleraar in Frankfurt am Main, maar keerde terug naar Nederland toen de Eerste Wereldoorlog uitbrak. Daar ontmoette hij Jean-Louis Pisuisse, die een nieuwe pianist zocht.  Zijn vorige pianist Max Blokzijl was in verband met de mobilisatie onder de wapenen geroepen. Hemsing leek een geschikte vervanger. Op 17 september 1914 traden Pisuisse en hij voor het eerst samen op. Hij bleef Pisuisses vaste pianist tot in de vroege jaren twintig. Incidenteel zong hij ook.

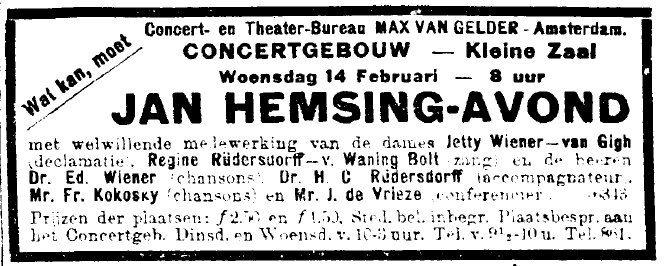
Advertentie voor een ‘Jan Hemsing-avond’ in het Algemeen Handelsblad van 10 februari 1923

De vele optredens in rokerige zaaltjes braken Hemsing echter op. Na een zware bronchitis, gevolgd door longontsteking, zamelden vrienden uit het cabaretcircuit geld in om voor hem een verblijf in een kuuroord te betalen. Ze organiseerden ‘Jan Hemsing-avonden’ met cabaretoptredens, waarvan de opbrengst aan het Jan Hemsing Herstellingsfonds werd afgedragen. Er waren ook individuele initiatieven. De tekstschrijver en zanger Dirk Witte droeg de opbrengsten van de bladmuziek van zijn liedje De laatste wagen van lijn 11 af aan het fonds. Hemsing bracht in 1923 en 1924 inderdaad lange tijd in Davos door om te herstellen. Op 16 september 1924 overleed hij in Amsterdam, slechts enkele dagen na zijn terugkeer uit Davos. Op 20 september werd hij daar op de Nieuwe Oosterbegraafplaats begraven. Pisuisse was een van de sprekers.
Vanaf december 1922 nam Henk Stuurop zijn plaats in als vaste begeleider van Pisuisse.

## Componist
Hemsing kon ook componeren. Hij schreef de muziek bij diverse liedjes van de hand van Pisuisse.
De chansonnière Manna de Wijs-Mouton schreef liedjes die ze uitvoerde terwijl ze zichzelf op een gitaar begeleidde. Hemsing maakte van de gitaarpartij van diverse liedjes van haar hand (zoals De kat, De schooier en Snoepwinkeltje) een transcriptie voor piano. Verschillende van die liedjes werden ook uitgevoerd  door Pisuisse met Hemsing op de vleugel.

## Privé
Hemsing trouwde in 1898 met jkvr. Hillegonda Adriana Wichers (1873-1934), dochter van minister jhr. Hendrikus Octavius Wichers (1831-1889), en werd zo de zwager van vrouwenemancipator jkvr. Sophie Wichers (1865-1937).